# Lijst van personen overleden in oktober 2022
Dit is een lijst van bekende personen die zijn overleden in oktober 2022.

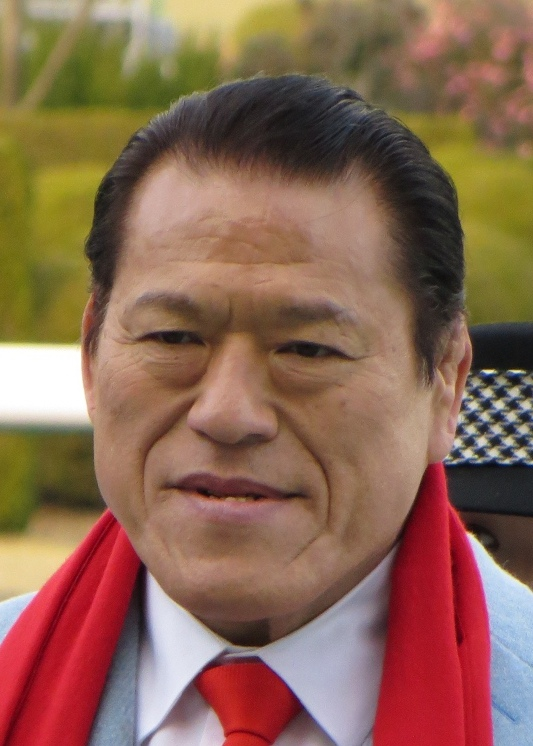
Antonio Inoki
1 oktober

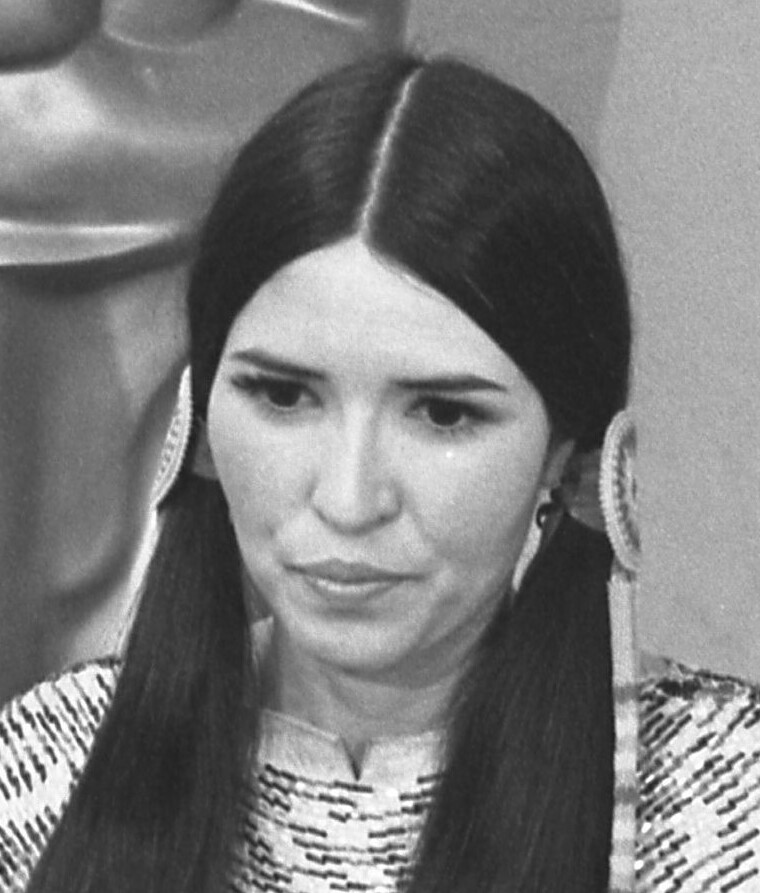
Sacheen Littlefeather
2 oktober

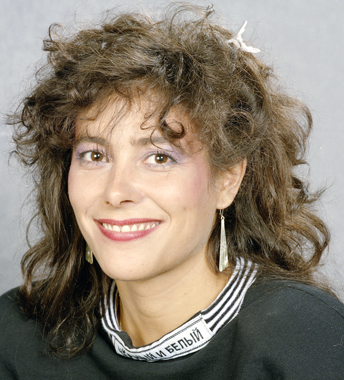
Léonie Sazias
3 oktober

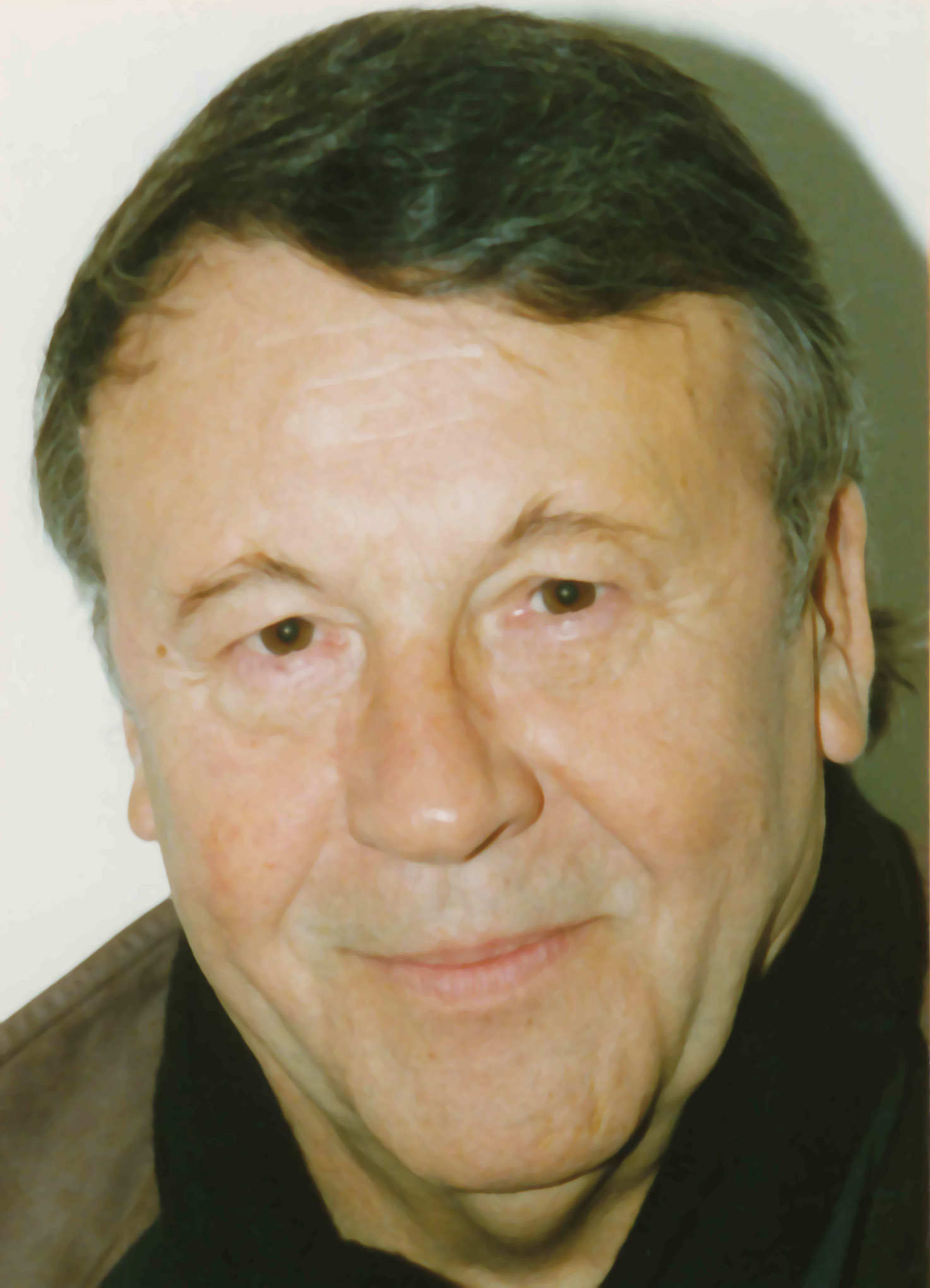
Günter Lamprecht
4 oktober

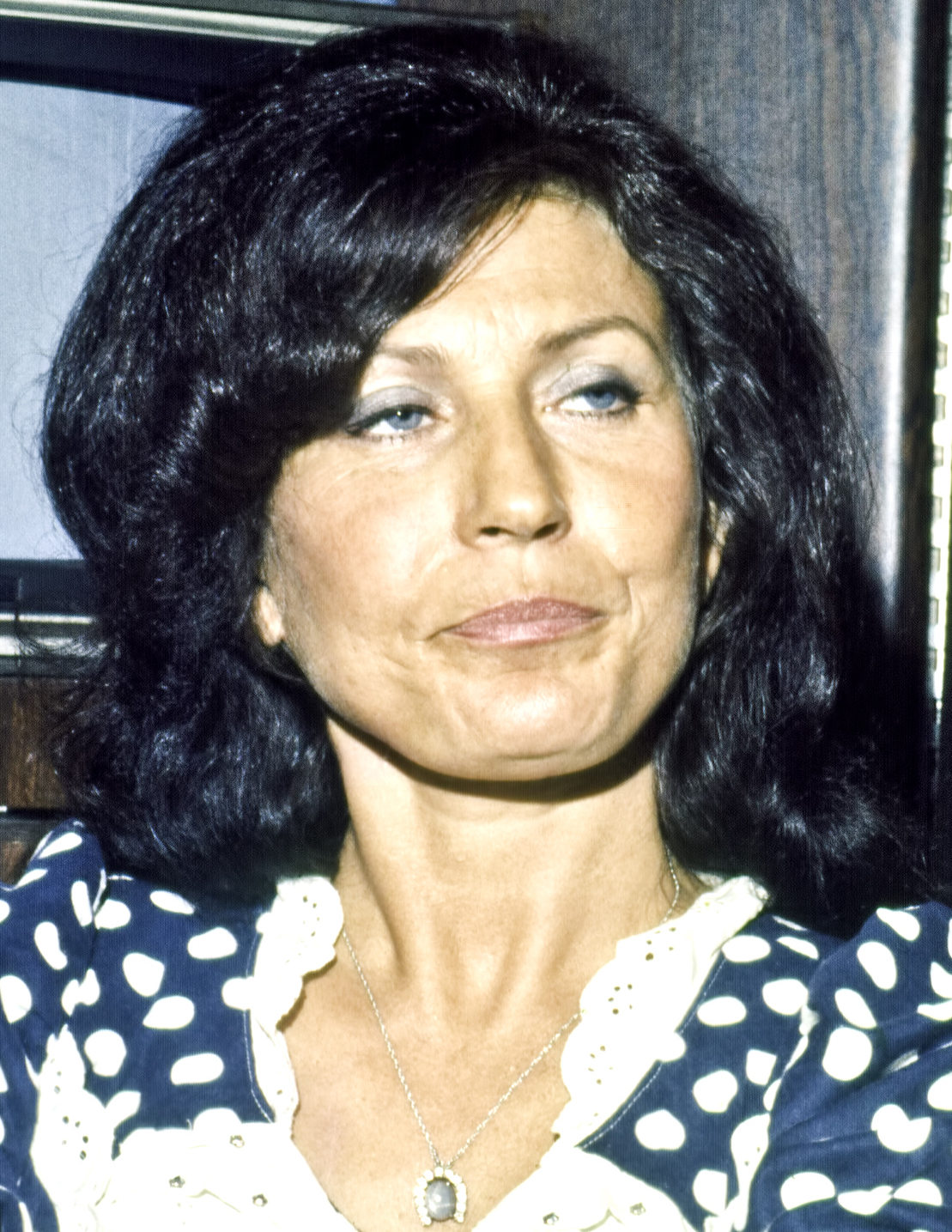
Loretta Lynn
4 oktober

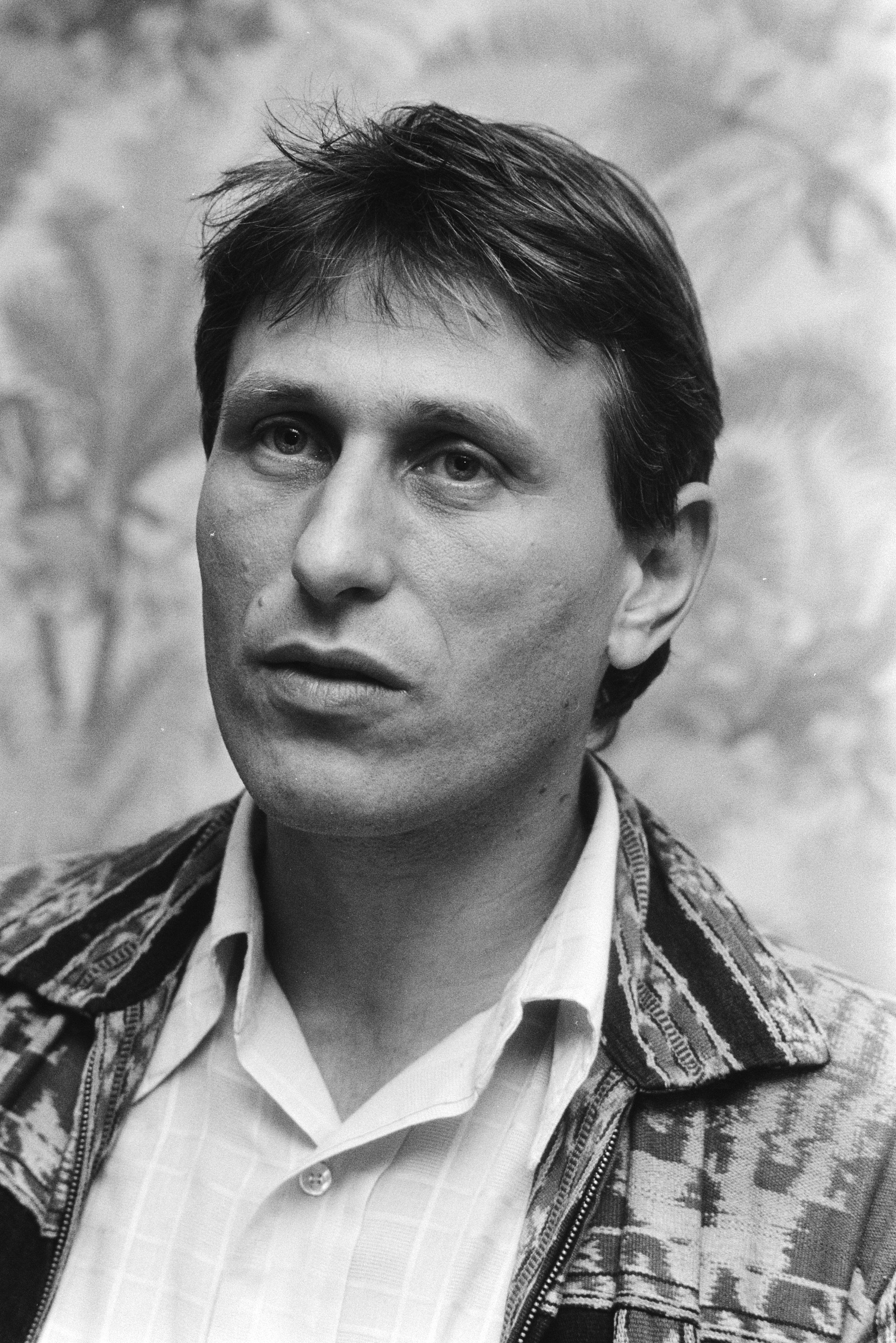
Ivan Wolffers
7 oktober

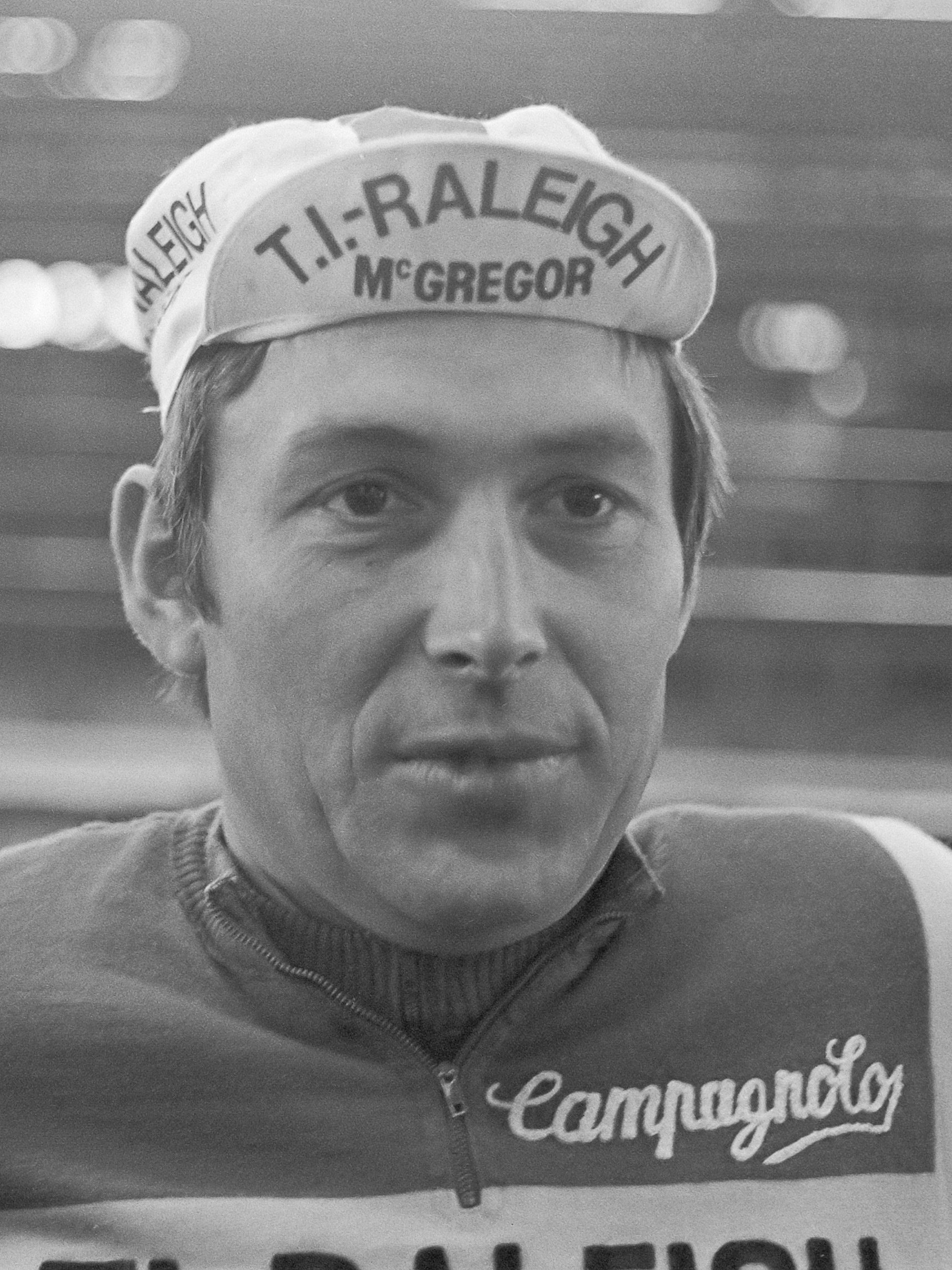
Gerben Karstens
8 oktober

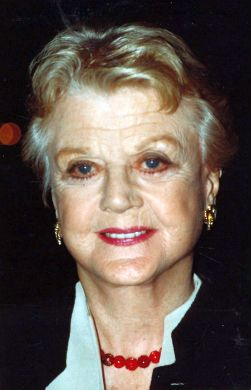
Angela Lansbury
11 oktober

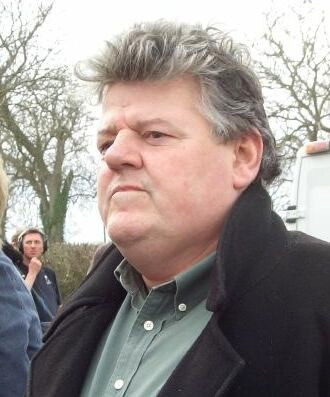
Robbie Coltrane
14 oktober

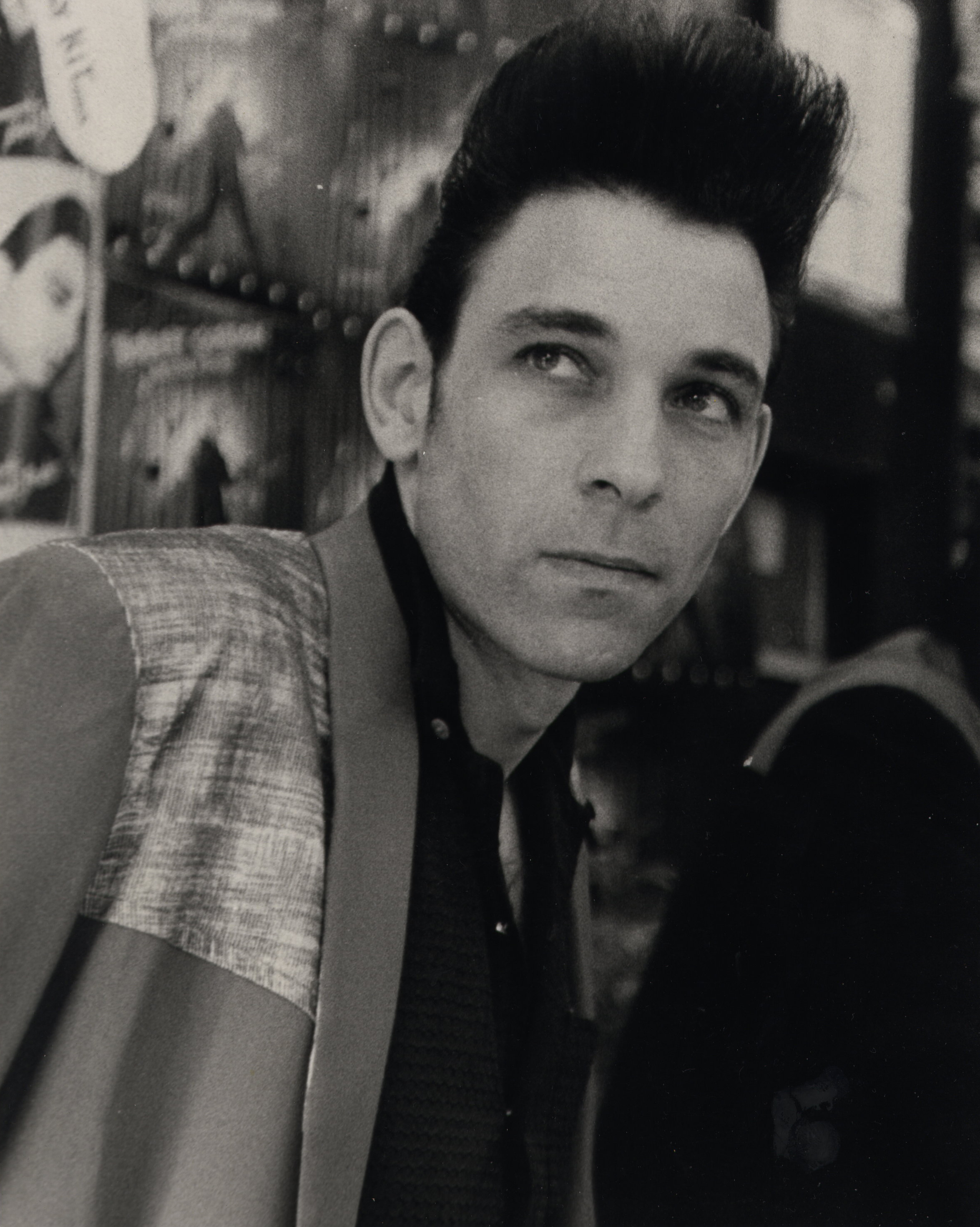
Robert Gordon
18 oktober

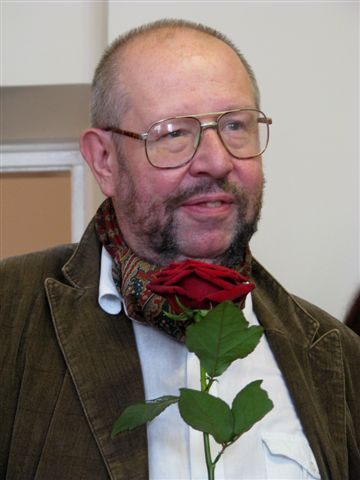
Leszek Engelking
22 oktober

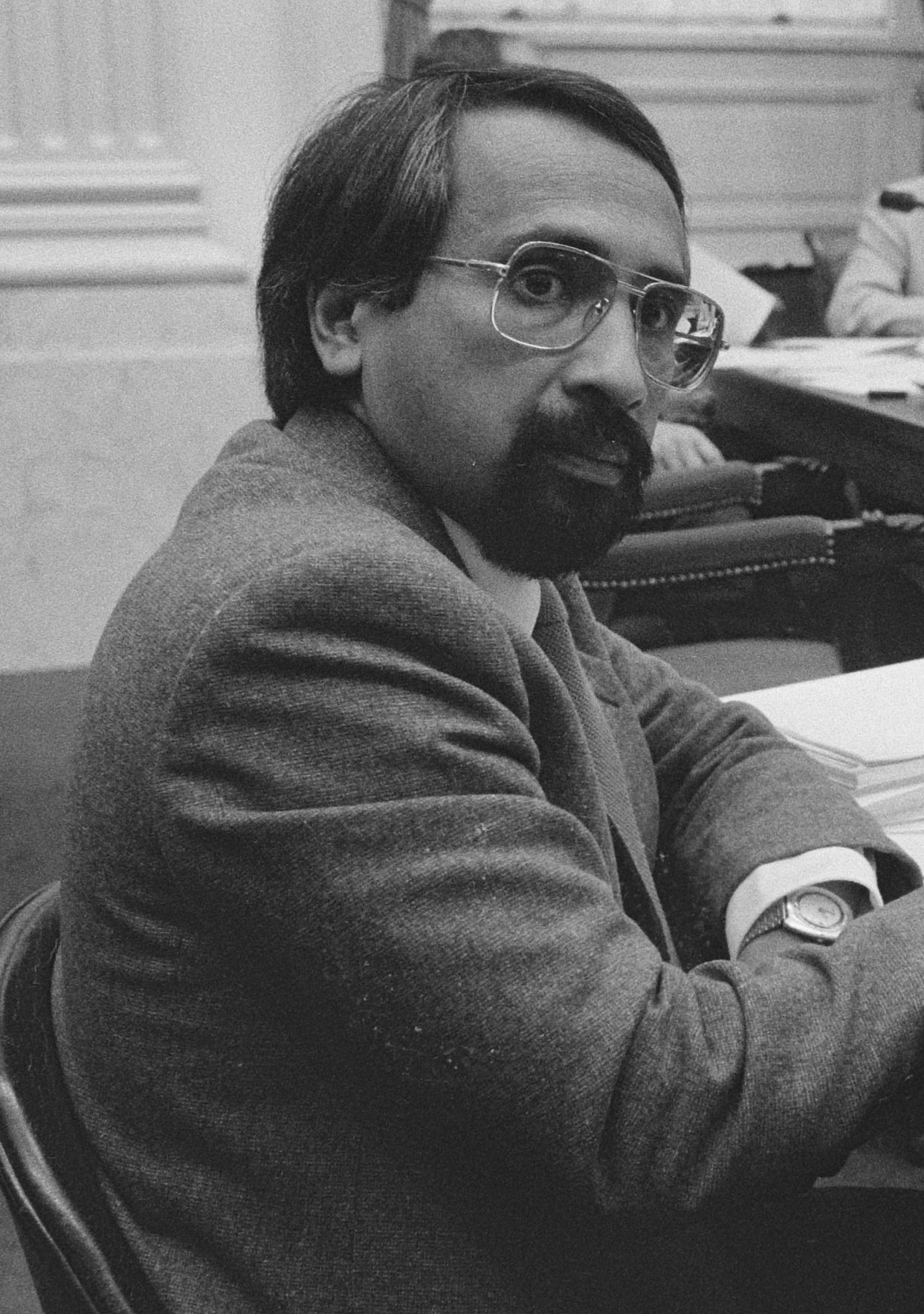
John Lilipaly
22 oktober

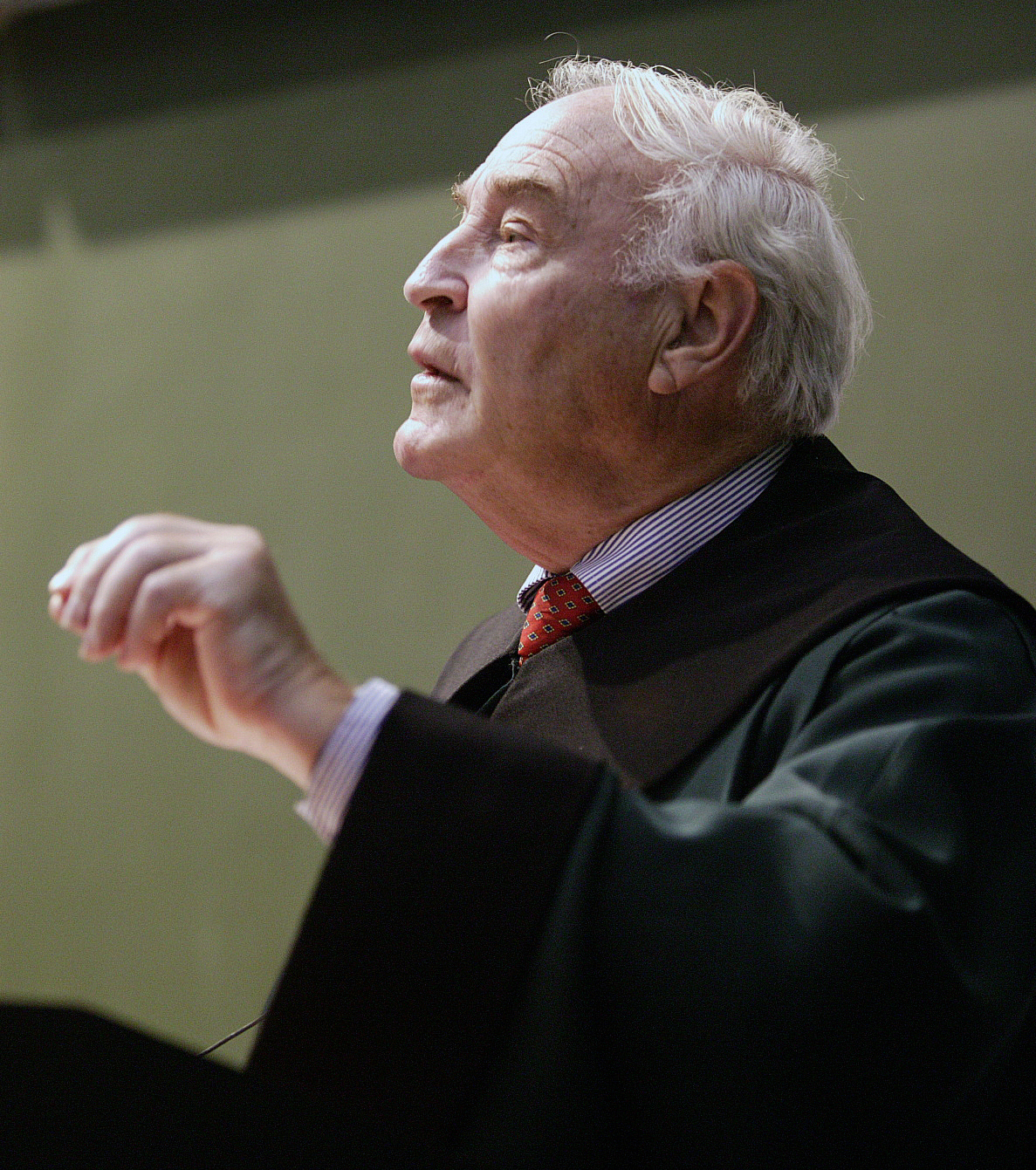
Hans Galjaard
26 oktober

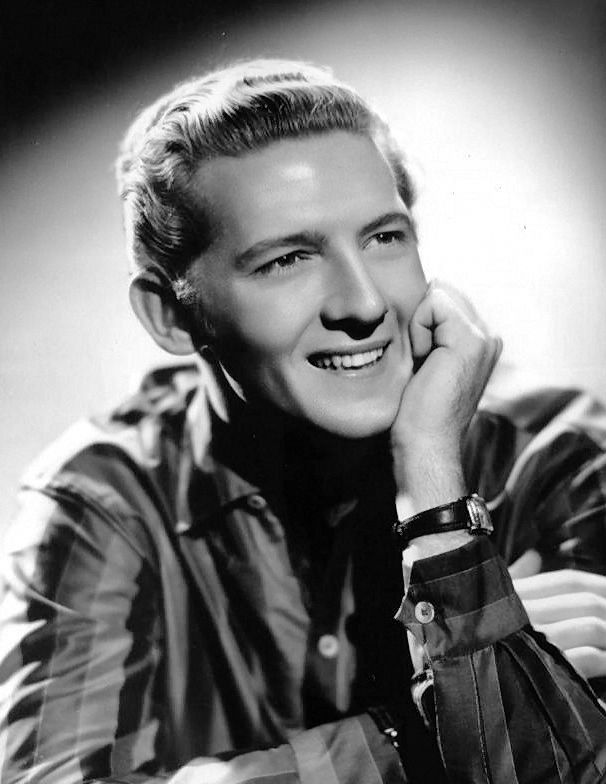
Jerry Lee Lewis
28 oktober

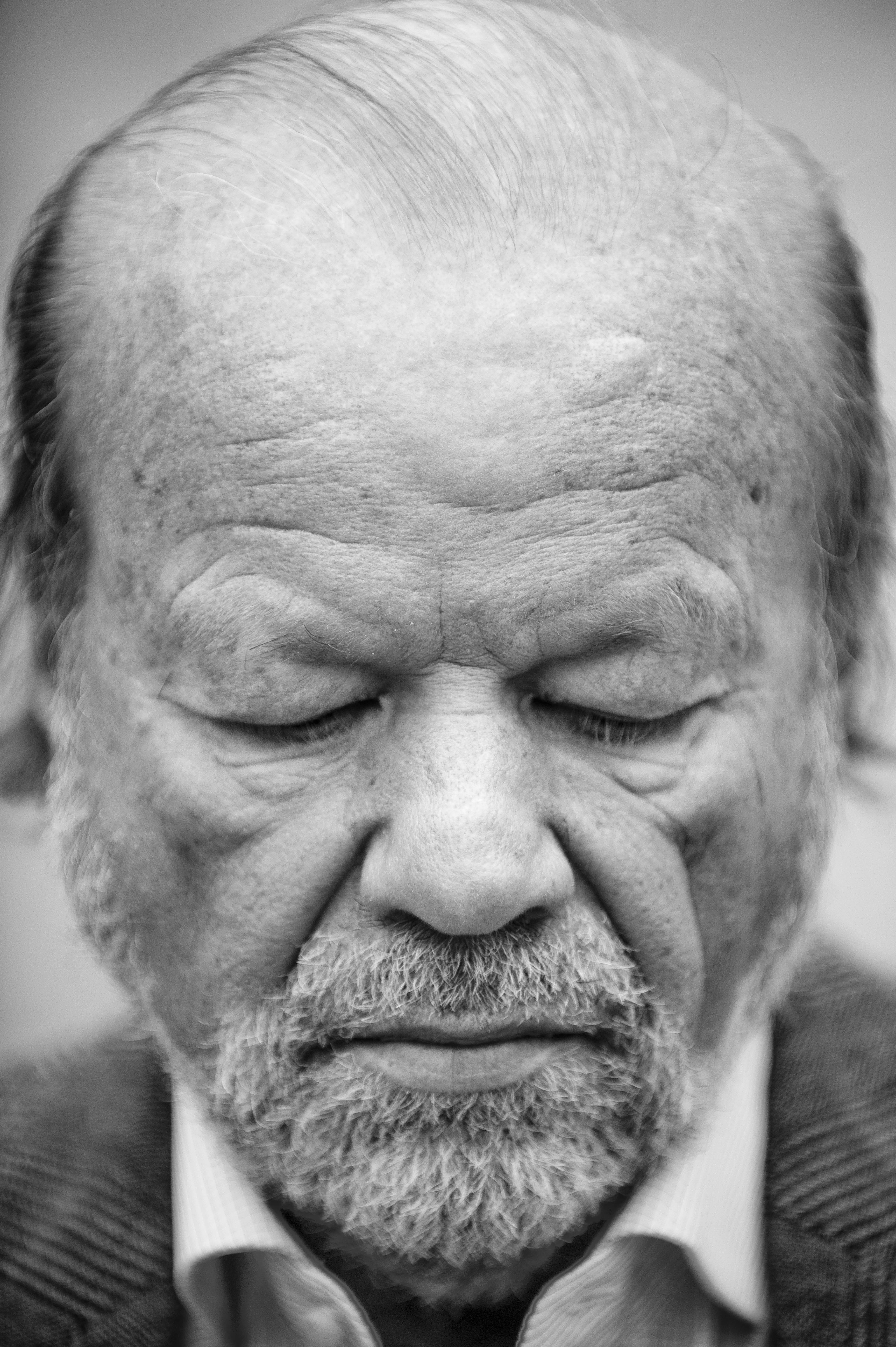
Hugo Camps
29 oktober

| 1 | 2 | 3 | 4 | 5 | 6 | 7 | 8 | 9 | 10 | 11 | 12 | 13 | 14 | 15 | 16 | 17 | 18 | 19 | 20 | 21 | 22 | 23 | 24 | 25 | 26 | 27 | 28 | 29 | 30 | 31 |
| - | - | - | - | - | - | - | - | - | -- | -- | -- | -- | -- | -- | -- | -- | -- | -- | -- | -- | -- | -- | -- | -- | -- | -- | -- | -- | -- | -- |

### 1 oktober
- John Boxtel (92), Nederlands-Canadees beeldhouwer[1][2]
- Antonio Inoki (79), Japans showworstelaar[3]
- Rosetta Loy (91), Italiaans schrijfster[4]

### 2 oktober
- Wolfgang Haken (94), Duits-Amerikaans wiskundige[5]
- Douglas Kirkland (88), Canadees fotograaf[6]
- Sacheen Littlefeather (75), Amerikaans actrice, model en activiste[7]
- Mary McCaslin (75), Amerikaans folkzangeres[8]
- Laurence H. Silberman (86), Amerikaans rechter en hoogleraar[9]

### 3 oktober
- Léonie Sazias (65), Nederlands politica, beeldend kunstenares en televisiepresentatrice[10]
- Florin Zalomir (41), Roemeens schermer[11]

### 4 oktober
- Günter Lamprecht (92), Duits acteur[12]
- Loretta Lynn (90), Amerikaans countryzangeres[13]
- Peter Robinson (72), Brits-Canadees auteur[14]
- Janet Thurlow (96), Amerikaans jazzzangeres[15]

### 5 oktober
- Franca Fendi (87), Italiaans modeontwerpster[16]
- Wolfgang Kohlhaase (91), Duits regisseur en scenarioschrijver[17]
- Lenny Lipton (82), Amerikaans filmmaker, uitvinder en auteur[18]
- Ann-Christine Nyström (78), Fins zangeres[19]

### 6 oktober
- Ivy Jo Hunter (82), Amerikaans zanger en songwriter[20]
- Jody Miller (80), Amerikaans countryzangeres[21]
- Roy Radner (95), Amerikaans econoom[22]
- Phil Read (83), Brits motorcoureur[23]
- Chrissy Rouse (26), Brits motorcoureur[24]

### 7 oktober
- Ronnie Cuber (80), Amerikaans jazzmuzikant[25]
- Susanna Mildonian (82), Belgisch harpiste[26]
- Shoshana Netanyahu (99), Israëlisch advocaat en rechter[27]
- Bill Nieder (89), Amerikaans atleet[28]
- Anna Wahlgren (80), Zweeds schrijfster[29]
- Ivan Wolffers (74), Nederlands schrijver en arts[30]

### 8 oktober
- John Hoogsteder (90), Nederlands kunsthandelaar en kunstexpert[31]
- Gerben Karstens (80), Nederlands wielrenner[32]
- Peter Tobin (76), Brits seriemoordenaar[33]
- Meike de Vlas (80), Nederlands roeister[34][35]

### 9 oktober
- Jan Alma (88), Nederlands handbalcoach[36]
- Nikki Finke (68), Amerikaans journaliste[37]
- Bruno Latour (75), Frans socioloog en filosoof[38]
- Cees Lute (81), Nederlands wielrenner[39][40]
- Eileen Ryan (94), Amerikaans actrice[41]
- Vjatsjeslav Sjtsjogoljev (81), Russisch dammer[42]
- Wendy Smits (39), Nederlands handbalster[43]
- Susan Tolsky (79), Amerikaans actrice[44]

### 10 oktober
- Michael Callan (86), Amerikaans acteur[45]
- Felix Hess (81), Nederlands kunstenaar[46]
- Anita Kerr (94), Amerikaans zangeres en componiste[47]
- Leon Schidlowsky (91), Chileens-Israëlisch componist en schilder[48][49]

### 11 oktober
- Angela Lansbury (96), Brits-Amerikaans actrice[50]
- Victor Steeman (22), Nederlands motorcoureur[51]

### 12 oktober
- Bernardo Adam Ferrero (80), Spaans componist en muziekpedagoog[52]
- Lucious Jackson (80), Amerikaans basketballer[53]
- Konstantin Landa (50), Russisch schaker[54][55]
- Ralph Gottfrid Pearson (103), Amerikaans chemicus[56]
- Jef Turf (90), Belgisch kernfysicus en communist[57]

### 13 oktober
- James McDivitt (93), Amerikaans ruimtevaarder[58]
- Pim van de Meent (84), Nederlands voetballer en voetbaltrainer[59][60]
- Christina Moser (70), Zwitsers zangeres en componiste[61]
- Jens Vilhelm Petersen (Fuzzy) (83), Deens componist[62]

### 14 oktober
- Robbie Coltrane (72), Brits acteur en komiek[63]
- Jan van der Graaf (85), Nederlands kerkbestuurder[64]
- Gerrit van der Linde (95), Nederlands jurist[65]
- Mariana Nicolesco (73), Roemeens operazangeres en sopraan[66]
- Peter Stein (95), Nederlands jurist[67]
- Jurrit Visser (70), Nederlands politicus[68]
- Julien Vrebos (75), Belgisch filmregisseur en mediafiguur[69]
- Ted White (95), Amerikaans stuntman en acteur[70]
- Ralf Wolter (95), Duits acteur[71]

### 15 oktober
- Fons van Bastelaar (100), Nederlands politicus[72]
- Neil Duggan (73), Iers gitarist[73]
- Billur Kalkavan (59), Turks actrice[74]
- Theo Kley (85), Nederlands beeldend kunstenaar[75]
- Gerben Meihuizen (87), Nederlands diplomaat[76]
- Joyce Sims (63), Amerikaans songwriter en zangeres[77]

### 16 oktober
- Lodewijk van den Berg (90), Nederlands-Amerikaans ruimtevaarder en chemisch ingenieur[78]
- Satya Mohan Joshi (102), Nepalees onderzoeker en schrijver[79]

### 17 oktober
- Aleidis Dierick (90), Belgisch dichteres[80]
- Albert Nolan (88), Zuid-Afrikaans theoloog en anti-apartheidsactivist[81]
- Michael Ponti (84), Duits-Amerikaans pianist[82]
- Jan de Winter (83), Nederlands beeldend kunstenaar[83]

### 18 oktober
- Ole Ellefsæter (83), Noors langlaufer en atleet[84]
- Franco Gatti (80), Italiaans zanger en componist[85]
- Robert Gordon (75), Amerikaans zanger[86]

### 19 oktober
- Noureddine Farihi (65), Marokkaans-Belgisch acteur[87]
- Joanna Simon (85), Amerikaans operazangeres[88]

### 20 oktober
- Anne van Gent (96), Nederlands politicus[89][90]
- Joseph Kinsch (89), Luxemburgs ondernemer[91]
- Ron Masak (86), Amerikaans acteur[92]
- Lucy Simon (82), Amerikaans zangeres, songwriter en componiste[93]

### 21 oktober
- Masato Kudo (32), Japans voetballer[94]

### 22 oktober
- Umberto Bellocco (84), Italiaans maffiabaas[95]
- Leszek Engelking (67), Pools vertaler, dichter, essayist en schrijver[96]
- Rabi Koria (34), Nederlands-Syrisch kunstschilder[97]
- John Lilipaly (79), Nederlands politicus[98]
- Dietrich Mateschitz (78), Oostenrijks ondernemer[99]

### 23 oktober
- Don Edwards (83), Amerikaans countryzanger[100]
- Michael Kopsa (66), Canadees acteur en voice-over[101]
- Gijsbert Lekkerkerker (75), Nederlands organist[102]
- Libor Pešek (89), Tsjechisch dirigent[103]
- Galina Pisarenko (88), Russisch operazangeres[104]

### 24 oktober
- Ash Carter (68), Amerikaans politicus[105]
- Leslie Jordan (67), Amerikaans acteur[106]
- Gregg Philbin (71), Amerikaans bassist[107]

### 25 oktober
- Mike Davis (76), Amerikaans schrijver, activist en academicus[108]
- Gordon Fee (88), Amerikaans theoloog[109]
- Brian Robinson (91), Brits wielrenner[110]

### 26 oktober
- Michael Basman (76), Brits schaker[111]
- Hans Galjaard (87), Nederlands medicus en geneticus[112][113]
- Lucianne Goldberg (87), Amerikaans auteur en literair agent[114]
- Julie Powell (49), Amerikaans auteur[115]
- Pierre Soulages (102), Frans kunstschilder en beeldhouwer[116]
- Mark Vanmoerkerke (70), Belgisch senator, ondernemer en kunstverzamelaar[117]

### 27 oktober
- Rob Herwig (87), Nederlands schrijver[118]
- Steve Sesnick (81), Amerikaans rockclub- en rockbandmanager[119]

### 28 oktober
- Herman Daly (84), Amerikaans econoom[120]
- Hanneli Goslar (93), Duits verpleegkundige en vriendin van Anne Frank[121]
- Jerry Lee Lewis (87), Amerikaans zanger en pianist[122]
- D.H. Peligro (63), Amerikaans drummer[123]

### 29 oktober
- Hugo Camps (79), Belgisch journalist, columnist en schrijver[124]

### 30 oktober
- Dries van den Akker (77), Nederlands theoloog en hagiograaf[125]
- Ryan Karazija (40), Amerikaans-IJslands muzikant[126]
- Rosemarie Köhn (83), Noors evangelisch-luthers bisschop[127]
- Rudy Kousbroek (78), Nederlands exploitant in raamprostitutie en galeriehouder[128][129]
- Serge Rossmeisl (48), Nederlands voetbalbestuurder[130]

### 31 oktober
- Hans Ulrich Baumberger (90), Zwitsers rechter, ondernemer en politicus[131]
- Samuel L. Katz (95), Amerikaans viroloog en kinderarts[132]
- Andrew Prine (86), Amerikaans acteur[133]
- Keith Taylor (69), Brits politicus[134][135]

### Datum onbekend
- Peter Butler (90), Brits golfer[136]

januari ·
februari ·
maart ·
april ·
mei ·
juni ·
juli ·
augustus ·
september ·
oktober ·
november ·
december
1900 ·
1901 ·
1902 ·
1903 ·
1904 ·
1905 ·
1906 ·
1907 ·
1908 ·
1909 ·
1910 ·
1911 ·
1912 ·
1913 ·
1914 ·
1915 ·
1916 ·
1917 ·
1918 ·
1919 ·
1920 ·
1921 ·
1922 ·
1923 ·
1924 ·
1925 ·
1926 ·
1927 ·
1928 ·
1929 ·
1930 ·
1931 ·
1932 ·
1933 ·
1934 ·
1935 ·
1936 ·
1937 ·
1938 ·
1939 ·
1940 ·
1941 ·
1942 ·
1943 ·
1944 ·
1945 ·
1946 ·
1947 ·
1948 ·
1949 ·
1950 ·
1951 ·
1952 ·
1953 ·
1954 ·
1955 ·
1956 ·
1957 ·
1958 ·
1959 ·
1960 ·
1961 ·
1962 ·
1963 ·
1964 ·
1965 ·
1966 ·
1967 ·
1968 ·
1969 ·
1970 ·
1971 ·
1972 ·
1973 ·
1974 ·
1975 ·
1976 ·
1977 ·
1978 ·
1979 ·
1980 ·
1981 ·
1982 ·
1983 ·
1984 ·
1985 ·
1986 ·
1987 ·
1988 ·
1989 ·
1990 ·
1991 ·
1992 ·
1993 ·
1994 ·
1995 ·
1996 ·
1997 ·
1998 ·
1999 ·
2000 ·
2001 ·
2002 ·
2003 ·
2004 ·
2005 ·
2006 ·
2007 ·
2008 ·
2009 ·
2010 ·
2011 ·
2012 ·
2013 ·
2014 ·
2015 ·
2016 ·
2017 ·
2018 ·
2019 ·
2020 ·
2021 ·
2022 ·
2023 ·
2024 ·
2025